# ماده و صورت

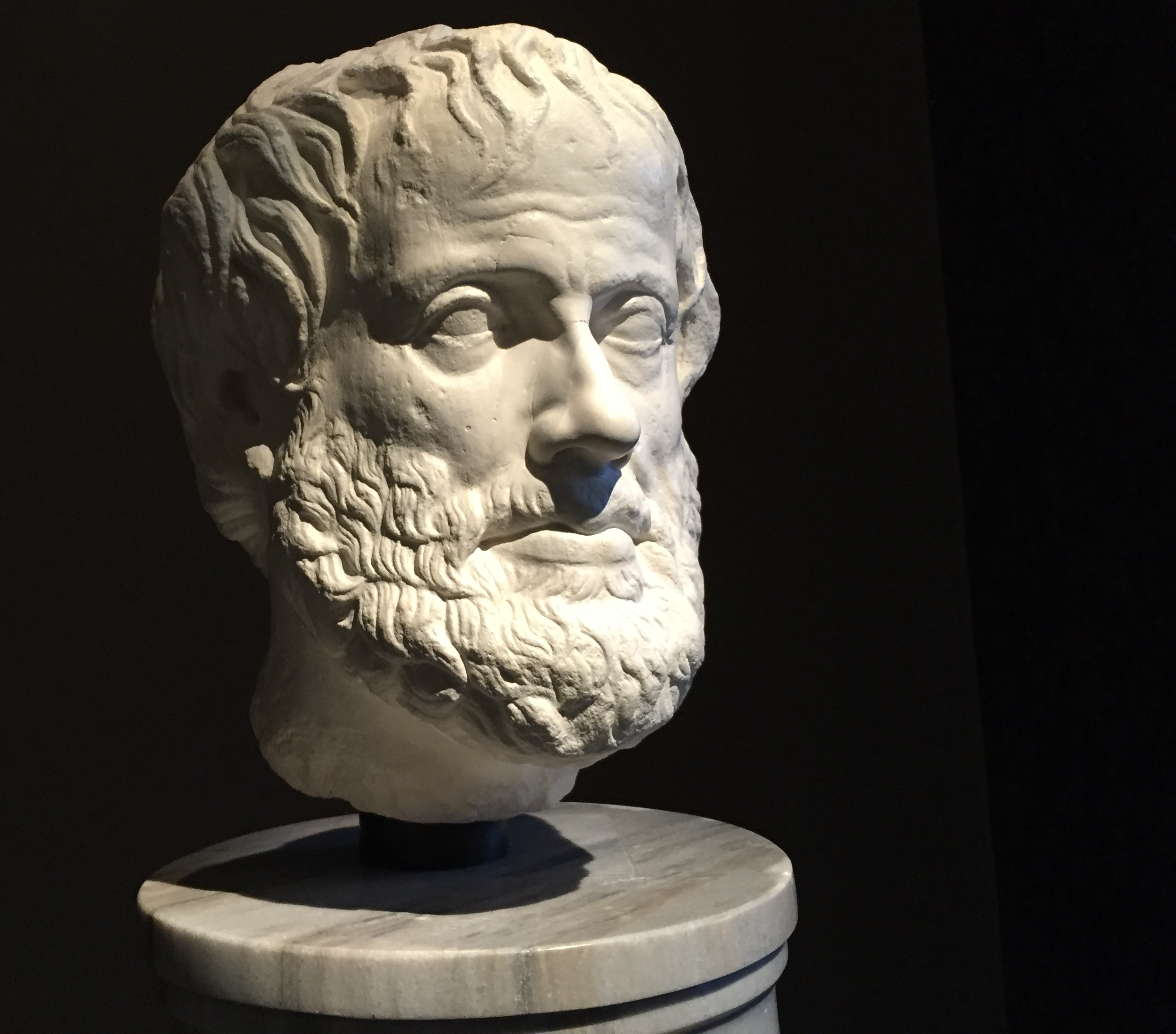
ارسطو

مادّه و صورت از مفاهیم اساسی فلسفه هستند که اول بار توسط ارسطو وضع شدند و در طول تاریخ حیات فلسفه، همواره مفهومی بنیادین بوده و جای خاص خود را حفظ کرده‌اند.
لفظ هایلومورفیسم (به انگلیسی: Hylemorphism) مرکب است از دو جزء: یکی «هوله» به معنی «مادّه» و دیگر «مورفه» به معنی «فُرم» یا «صورت».
در فلسفه ارسطو و فلسفه قرون وسطی و حتی فلسفه اسلامی معاصر پیدایش اجسام را توسط دو اصل صورت و ماده توجیه و تفسیر می‌کنند.
مادهٔ هر چیز یعنی مواد، عناصر و در واقع خمیره‌ای که شیء از آن تشکیل شده‌است؛ و منظور از صورت، قالب و ساختار شیء است؛ نوعی نظم و ساختار که شیء را شکل و تعین می‌بخشد.
آن صورت چیست که حضورش موجب می‌شود تا ما از فرد کلی به شخص و فرد جزئی برسیم؟
مفسران فلسفه ارسطو در این باب که از نظر وی ملاک تشخص موجودات به چیست، اختلاف نظر دارند. عمده مفسران صورت یا ماده را ملاک تشخص از نظر ارسطو می‌دانند.